# Borussia Park
Borussia Park oficiálním jménem Stadion im Borussia Park je sportovní stadion v německém Mönchengladbachu. V současné době je nejvíce využíván pro fotbal. Byl otevřen v roce 2004 a jeho kapacita činí 54 057 diváků, 16 145 je ke stání, zbytek míst k sezení. Pro mezinárodní zápasy je kapacita 46 249 diváků. Své domácí zápasy zde hraje tým Borussia Mönchengladbach. Součástí stadionu je VIP lóže, fanshop a sport bar.